# Hermitikus szeszkvilineáris forma
A hermitikus szeszkvilineáris forma a lineáris algebrában szeszkvilineáris formák egy típusa, a szimmetrikus bilineáris formákhoz hasonló szereppel.

## Definíció
Legyen {\displaystyle V} komplex vektortér. Egy hermitikus szeszkvilineáris forma egy {\displaystyle \langle \,,\,\rangle \colon V\times V\to \mathbb {C} } leképezés,
ami minden {\displaystyle x,y,z\in V} vektorra és {\displaystyle a\in \mathbb {C} } komplex számra teljesülnek a következők:
- {\displaystyle \;\langle x,\,a\cdot y+z\rangle =a\langle x,y\rangle +\langle x,z\rangle } lineáris az egyik argumentumban
- {\displaystyle \;\langle a\cdot x+y,z\rangle ={\overline {a}}\langle x,z\rangle +\langle y,z\rangle } szemilineáris a másik argumentumban
- {\displaystyle \;\langle x,y\rangle ={\overline {\langle y,x\rangle }}} hermitikus

ahol {\displaystyle {\overline {x}}} a komplex konjugálás.
A lineáris és a nem lineáris argumentum sorrendjéről nincs egységes konvenció.
Az első két feltétel meghatározza a szeszkvilineáris formát. A harmadik feltétel miatt lesz a forma hermitikus.
A hermitikus szeszkvilineáris formák a komplex számok teste fölött relevánsak. Valós számok fölött a hermitikus szeszkvilineáris formák egybeesnek a szimmetrikus lineáris formákkal. Komplex vektortéren a skalárszorzat hermitikus szeszkvilineáris forma. Tágabb értelemben egy moduluson definiált szeszkvilineáris forma hermitikus, ha {\displaystyle \langle x,y\rangle =\sigma (\langle y,x\rangle )}, ahol {\displaystyle \sigma } involutorikus antiautomorfizmus a modulus skalárgyűrűjén. Ha {\displaystyle \varepsilon } a gyűrű centrumában van, akkor a szeszkvilineráris forma pontosan akkor {\displaystyle \varepsilon }-hermitikus, ha {\displaystyle \langle x,y\rangle =\varepsilon \sigma (\langle y,x\rangle )} teljesül.

## Tulajdonságok
A hermitikus szeszkvilineáris formákra teljesül a polarizációs formula. Ennek egyik következménye, hogy a hermitikus szeszkvilineáris formát átlós értékei meghatározzák.
A hermitikus standard forma:
{\displaystyle \langle {\vec {x}},{\vec {y}}\rangle =\langle (x_{1},x_{2},\dotsc ,x_{n}),(y_{1},y_{2},\dotsc ,y_{n})\rangle ={\bar {x}}_{1}y_{1}+{\bar {x}}_{2}y_{2}+\dotsb +{\bar {x}}_{n}y_{n}=\sum _{k=1}^{n}{\bar {x}}_{k}y_{k}}

## Fordítás
Ez a szócikk részben vagy egészben  a   Hermitesche Sesquilinearform című német Wikipédia-szócikk fordításán alapul.  Az eredeti cikk szerkesztőit annak laptörténete sorolja fel. Ez a jelzés csupán a megfogalmazás eredetét és a szerzői jogokat jelzi, nem szolgál a cikkben szereplő információk forrásmegjelöléseként.